# US Sugar Corporation
La US Sugar Corporation est une grande entreprise agricole privée basée à Clewiston, Floride. La société exploite plus de 760 km2 de terres dans les comtés de Hendry, Glades et Palm Beach. Il est le plus grand producteur de canne à sucre aux États-Unis avec une production de plus de 700 000 tonnes par an. La société est également un important producteur de sucre raffiné et d'oranges.

## Environnement
Le 24 juin 2008, le gouverneur de la Floride, Charlie Crist, a annoncé que l'État était en négociations pour acheter 760 km2 de terre et l'ensemble des installations de fabrication et de production de la compagnie pour un montant estimé à 1,7 milliard de dollars dans le cadre du Comprehensive Everglades Restoration Plan,. Selon les propositions, la société continuera à cultiver la terre pour les six prochaines années et convertira la terre à son état de marais naturel d'origine. En novembre 2008, l'accord a été révisé à 1,34 milliard de dollars, ce qui permet aux moulins à sucre de Clewiston de rester en production. Les critiques du plan révisé disent qu'il assure permet à la canne à sucre d'être cultivée dans les Everglades pendant au moins une autre décennie.
En octobre 2010, la société a vendu 108 km2 de terres au South Florida Water Management District pour le projet de restauration «River of Grass".
Dans un effort pour alimenter ses installations avec des ressources renouvelables, la US Sugar Corporation a commencé à utiliser des ressources telles que la bagasse de canne à sucre pour son Breakthrough Project, dans lequellela Chaudière 8 a été construite. La Chaudière 8 produit de la vapeur au cours du processus de broyage par la combustion de la bagasse. La vapeur est co-produite en électricité sur place. En substance, la récolte de la canne de chaque année fournit en énergie à la fois l'usine de sucre et les opérations de raffinage.
US Sugar étudie la construction d'une usine d'éthanol cellulosique d'une production de 380 millions de litres par an à Clewiston. L'installation convertirait les déchets de canne à sucre en éthanol et aiderait la Floride à atteindre ses objectifs ambitieux de production d'éthanol de deuxième génération.